# Abhidhammapitaka
Der Abhidhamma (pali; sanskrit abhidharma) ist der dritte Teil (pali pitaka ‚Korb‘) des buddhistischen Pali-Kanons. Die Lehren des Buddha und seiner Hauptschüler erhalten in diesem Werk eine psychologische und philosophische Begründung und Ausformulierung. Abhidhamma bedeutet eigentlich der höhere Dhamma, da im Abhidhamma in Begriffen der letztendlichen Wirklichkeit (paramattha dhamma) gelehrt wird. Der Abhidhamma ist auf das Erfahrungswissen des Buddha gegründet, das hier systematisch geordnet vorliegt. Es ist die ernüchternde und letztlich befreiende Sicht der Dinge, wie sie wirklich sind, die der Buddha durch ruhige Einsichts-Weisheits-Meditation (samatha-vipassana) erlangt hat.

## Die Sieben Bücher des Abhidhamma-Piṭaka
- Dhammasaṅgaṇī: eine analytische Darstellung der erfahrbaren Welt, d. h. von Materie und Bewusstsein. Dieses Werk ist in vier „Bücher“ eingeteilt, denen ein Grundriss (mātika) vorausgeht: 1. Buch: „Bewusstseinsvorgänge“, 2. Buch: „Körperlichkeit“, 3. Buch: „Zusammenfassung“, 4. Buch: „Kommentar“. 1950 erschien die erste deutsche Übersetzung des Dhs, die der ehrwürdige Nyanaponika anfertigte, in Hamburg als hektographierte Klein-Auflage. 2011 erschien dann im Michael Zeh Verlag Berlin die Übersetzung des deutschen Mönchs Santuṭṭho. 2017 erschien die Erstauflage des klassischen Werk in Übersetzung des ehrwürdigen Nyanaponika beim Abhidhamma Förderverein e. V.

- Vibhaṅga: Abhandlungen über die verschiedenen Punkte der Lehre, wie: die fünf Daseinsaspekte (khandhā), die physischen Grundlagen der sechs Arten des Bewusstseins, die physischen und psychischen Elemente, die vier heiligen Wahrheiten, die zweiundzwanzig Fähigkeiten, die bedingte Entstehung (paṭiccasamuppāda), die vier rechten Anstrengungen, die vier Pfeiler der Besinnung, die vier Grundlagen der magischen Kräfte, die sieben Glieder der Erleuchtung, der achtfache Pfad, die Vertiefungen (jhāna), die vier Unermesslichkeiten, die Sittenregeln, die vier analytischen Wissen (paṭisambhidā), das Wissen.

- Dhātukathā: Besprechung der achtzehn Elemente oder Faktoren der psychophysischen Vorgänge: Sehorgan, Form (Lichtwelle), Sehbewusstsein; Hörorgan, Schall(welle), Hörbewusstsein; Riechorgan, Geruch, Riechbewusstsein; Schmeckorgan, Geschmack, Schmeckbewusstsein; Tastorgan, Tastbares, Tastbewusstsein; Geist, Vorstellbares, geistiges Bewusstsein.

- Puggala-Paññatti: Beschreibung der Individuen je nach ihren hervorstechenden Charakterzügen. Auch diesem Werk geht ein Grundschema (mātika) voraus. Dann werden die „Charaktere“ als Einer- bis Zehner-Darstellungen beschrieben.

- Kathavatthu: Besprechungen über strittige Punkte der Lehre und über die Irrlehren der im zweiten Jahrhundert nach Buddha bestehenden 17 Sekten (s. Dīpavaṃsa). Dieses Buch wurde von Moggaliputta-Tissa Thera verfasst und auf dem von König Ashoka zusammenberufenen dritten Konzil zu Pataliputtam circa 253 v. Chr., vorgetragen.

- Yamaka: Paare von Gegensätzen.

- Paṭṭhāna: über die Entstehung der materiellen und geistigen Zustände gemäß den 24 Abhängigkeitsbedingungen, wie: Wurzel-, Objekt-, Angrenzung-, Zusammenentstehungs-, Anlass- und Kamma-Bedingung  usw. Der wichtigste Teil des Paṭṭhāna,  Paccayaniddesa und Kusalattika Pañhāvāra, liegt in deutscher Übersetzung von Ayya Agganyani vor und wurde 2015 vom Abhidhamma-Förderverein e. V. herausgegeben.

### Drei Werke des Sāriputta
Im späteren Verständnis ist der Abhidhammapitaka eine detaillierte und systematische Durchdringung und Darstellung all der Themen und Dinge, die im Suttapiṭaka verstreut zu finden sind. Weil Sāriputta, einer der beiden Hauptschüler des Buddha, bekannt war für seine analytische Begabung, seine durchdringende Logik und Befähigung zu systematischer Darlegung, werden ihm traditionell auch die drei folgenden Werke zugeschrieben:
- der Niddesa,
- der Paṭisambhidāmagga (wird allerdings dem Sutta-Piṭaka zugeordnet) und
- das Shariputra-Abhidharma-Shastra (nur in chinesischer Übersetzung aus dem Sanskrit).

## Abhidharmakosha
Der Abhidharmakosha („Schatzkammer des Abhidharma“) ist eine inhaltlich vom Abhidhammapitaka der Theravadins abweichende Abhidharma-Literatur der Sarvastivadin.